# Adam Bašný
Adam Bašný (23. července 1976 Praha) je český právník, evropský pověřený žalobce, státní zástupce se specializací na organizovaný zločin, terorismus a trestnou činnost s terorismem související, korupční trestnou činnost, trestnou činnost příslušníků bezpečnostních sborů a dalších úředních osob a na úkony skrytého vyšetřování.
Vystudoval Právnickou fakultu Univerzity Karlovy v Praze. V roce 2005 byl jmenován státním zástupcem Obvodního státního zastupitelství pro Prahu 5. Absolvoval stáže na mezinárodním odboru a odboru trestního řízení na Nejvyšším státním zastupitelství a v letech 2006–2009 byl vedoucím liberecké pobočky Krajského státního zastupitelství v Ústí nad Labem.
V únoru 2009 byl ústeckým krajským státním zástupcem Jiřím Křivancem odvolán na základě nepravdivého nařčení s tím, že údajně opakovaně manažersky pochybil a také kriticky komentoval kauzu vyšetřování tehdejšího místopředsedy vlády Čunka, čímž měl údajně porušit zákon o státním zastupitelství. Šlo o Bašného kritické vyjádření ke způsobu vyšetřování Čunkovy kauzy, které žalobce pronesl v prosinci 2008 na semináři české pobočky nevládní organizace Transparency International (TIC). Následná inspekce Ministerstva spravedlnosti manažerská ani žádná jiná pochybení na straně Bašného neshledala.
V letech 2011–2012 působil Adam Bašný jako mezinárodní prokurátor v civilní misi EULEX v Kosovu. V roce 2012 byl jmenován náměstkem pražské vrchní státní zástupkyně Lenky Bradáčové.
Jeho publikační činnost je zaměřena na trestní právo, transparentnost a nezávislost justice. Bašného zahraniční prezentace se zaměřují na oblast terorismu a skrytého vyšetřování.
Je členem Společnosti pro církevní právo.
V období let 2010–2015 působil Bašný také v rámci OECD Working Group on Bribery, (Finland 3rd Phase Evaluation of Convention on Combating Bribery of Foreign Public Officials in International Business Transactions Implementation).
V roce 2011 – tutorství a výuka jednosemestrálního kurzu “Korupce a veřejná moc”, Institut politologie, FF UK.
Od roku 2015 zástupce národního korespondenta pro terorismus a extremismus při NSZ ČR (pro oblast terorismu).
V letech 2015–2018 je zástupcem ČR v European Network of Prosecutors for the Environment.
Bašný je také členem Pracovní skupiny k trestní politice a koordinaci opatření ke snižování recidivy v ČR při Radě vlády pro lidská práva.
Pravidelně také předsedá zkušebním komisím MSp při závěrečných zkouškách právních čekatelů.
Roku 2020 byl JUDr. Adam Bašný zvolen I. viceprezidentem Unie státních zástupců.
Kolegium Úřadu evropského veřejného žalobce v Lucemburku (European Public Prosecutor’s Office – EPPO) jmenovalo dne 12. října 2021 Adama Bašného jako evropského pověřeného žalobce.
Adam Bašný získal ocenění Právník roku 2020/2021 v kategorii trestního práva, které převzal na galavečeru v pátek 27. května 2022. Odůvodnění pro takto prestižní ocenění znělo: „Prosadil průlomovou myšlenku, aby jednání bojovníků na straně proruských separatistických republik na Ukrajině bylo kvalifikováno jako zločin teroristického útoku, kteroužto kvalifikaci soudy plně akceptují.“